# Emma Castelnuovo

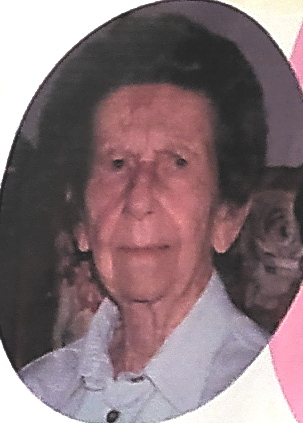
Emma Castelnuovo

Emma Castelnuovo (* 12. Dezember 1913 in Rom; † 13. April 2014 ebenda) war eine italienische Mathematikdidaktikerin. Trotz der Herausforderungen durch die antijüdischen faschistischen Rassengesetze in Italien, die sie von einer universitären Laufbahn abhielten, leistete sie durch ihre innovativen Lehrmethoden und ihren Fokus auf die intuitive Geometrie bedeutende Beiträge für die Mathematikdidaktik, wodurch sie das Verständnis und die Begeisterung für Mathematik bei Schülern weckte. Ihre Arbeiten wurden international anerkannt, unter anderem durch die Benennung des Emma-Castelnuovo-Preises durch die Internationale Kommission für Mathematikunterricht (ICMI).

## Leben
Sie war die Tochter des berühmten Mathematikers Guido Castelnuovo und seiner Frau Elbina; der Mathematiker Federigo Enriques war ihr Onkel mütterlicherseits. Ihr Vater war auch in der Mathematikdidaktik aktiv: Er war zweimal Vizepräsident der International Commission on Mathematical Instruction (ICMI), die gegründet wurde, als er den Internationalen Mathematikerkongress (ICM) in Rom 1908 organisierte, und 1911 bis 1914 Präsident von Mathesis, der Gesellschaft der Mathematiklehrer in Italien, deren Zeitschrift (Bollettino della Mathesis, 1921 abgelöst durch Periodico di Matematiche) er herausgab. Ihr Onkel Enriques war von 1919 bis 1932 Präsident von Mathesis. 1921 veröffentlichte er einen Aufsatz über Dynamische Lehre. Beide hatten großen Einfluss auf Emma Castelnuovo.
Sie studierte Mathematik an der Universität Rom mit dem Laurea-Abschluss 1936. Ihre Abschlussarbeit behandelte ein Thema aus der algebraischen Geometrie. Wegen der unter dem Faschismus geltenden antijüdischen Gesetze konnte sie 1938 nicht Lehrerin werden. Stattdessen unterrichtete sie an einer jüdischen Schule und organisierte eine Art Untergrunduniversität. 1945 wurde sie Lehrerin in Rom, was sie bis 1972 blieb.
Castelnuovo machte sich besonders um die Modernisierung des Unterrichts in euklidischer Geometrie an den Schulen verdient. Ihr Vorbild war dabei das Buch Éléments de géometrie (Paris 1741, in italienischer Übersetzung 1751) von Alexis-Claude Clairaut. Nach diesem Vorbild sollte eine Balance gefunden werden zwischen Strenge der Beweisführung, Intuition und Praxisnähe mit Beispielen aus dem realen Leben. Schwerpunkte sind die Entdeckung geometrischer Eigenschaften und die Beherrschung von Transformationen geometrischer Objekte; mathematische Strenge ist nicht das primäre Ziel, sondern Folge des weiteren aktiven Lernens der Schüler. Sie legte Wert auf Visualisierungen und organisierte eine Reihe erfolgreicher Ausstellungen. Ähnliche Ansichten hatte schon ihr Vater Anfang des 20. Jahrhunderts vertreten. Wie ihr Vater trat sie auch für neue Themen in den Lehrplänen der Mittelschulen ein, insbesondere der Stochastik, womit sie sich auch in den 1970er Jahren durchsetzte. 1948 erschien ihr Schulbuch Geometria intuitiva in erster Auflage. Es wurde bis 1964 aufgelegt und ins Spanische und Englische übersetzt. Sie setzte sich auch wie Hans Freudenthal für die Behandlung der Mathematikgeschichte im Unterricht ein und hatte mit Freudenthal, der ebenfalls einen realistischen Mathematikunterricht vertrat, auch andere Berührungspunkte. Pädagogisch war sie durch Jean Piaget, Maria Montessori und die Schule von Ovide Decroly beeinflusst. Sie arbeitete auch mit dem Stochastiker Bruno de Finetti zusammen.
In Italien war sie zum Beispiel mit Caleb Gattegno (1911–1988) verbunden und sie hatte enge Kontakte in den französischsprachigen Raum, zum Beispiel zu Paul Libois (1901–1991) in Belgien und später zum Institut de Recherche sur l’Enseignement des Mathématiques (IREM) in Paris. Auch in spanischsprachigen Ländern war sie einflussreich. Sie war Gründungsmitglied der Commission Internationale pour l’Étude et l’Amélioration de l’Enseignement des Mathématiques (CIEAEM) mit Gustave Choquet, Jean Dieudonné, Jean Piaget, Evert Willem Beth, Ferdinand Gonseth, Hans Freudenthal, André Lichnerowicz, Gattegno (der deren Sekretär war), der Lehrerin Lucienne Félix (1901–1994) und anderen. 1979 bis 1981 war sie Präsidentin der CIEAEM. Sie war Vertreterin Italiens auf der Konferenz in Royaumont bei Paris 1959, auf der Dieudonné und andere die Neue Mathematik propagierten.
Sie war 1976 bis 1982 viermal im Auftrag der UNESCO im Niger. 1975 bis 1978 war sie Mitglied im Executive Committee der ICMI.
Seit 2016 vergibt die ICMI den Emma Castelnovo Award für Leistungen in der Praxis des Mathematikunterrichts.

## Schriften
- Geometria intuitiva, per le scuole medie inferiori. R. Carabba, Rom 1948; La Nuova Italia, Florenz 1952, 1959.
- I numeri. Aritmetica pratica. La Nuova Italia, Florenz 1962.
- Didattica matematica. La Nuova Italia, Florenz 1963.
- Documenti di un’esposizione matematica. "Da bambini a uomini". Boringhieri, Turin 1972.
- La matematica. La Nuova Italia, Florenz 1979.
- Pentole, ombre, formiche. In viaggio con la matematica. La Nuova Italia, Scandicci 1993.
- mit F. Lorenzoni (Hrsg.): L’officina matematica: ragionare con i materiali. Le lezioni della più grande ricercatrice italiana di didattica della matematica.  La Meridiana, Molfetta 2008.
- mit Mario Barra: Matematica nella realtà. Boringhieri, Turin 1976.
- Un metodo attivo nell’insegnamento della geometria intuitiva. In: Periodico di Matematiche, Serie IV, Band 24, 1946, S. 129–140.
- The teaching of geometry in Italian high schools during the last two centuries: some aspects related to society. In: C. Keitel, P. Damerow, A. Bishop, P. Gerdes (Hrsg.): Mathematics, education and society. Science and technology education, Document Series N. 35, UNESCO Paris, 1989, S. 51–52.